# 평등당 (페로 제도)

평등당(페로어: Javnaðarflokkurin) 또는 사회민주당은 페로 제도의 사회민주주의 정당으로, 현재 당수는 악셀 V. 요한네센이다.
당 강령 상 독립 문제에서는 중립을 표방하나, 사실상 덴마크 본국과의 연대를 지지하는 쪽으로 선회하였다. 본국에서는 사회민주당 주도의 좌파연합을 지지한다.
당의 청년 조직은 사회주의 청년조직(Sosialistiskt Ungmannafelag)으로 1965년에 결성되었다.

## 선거 결과

### 페로 제도
2004년 1월 20일 총선에서 21.8%를 득표하여 33석 중 7석을 차지했다.
2008년 1월 19일 총선에서 19.3%를 득표하여 33석 중 6석을 차지했다.
2011년 10월 29일 총선에서 17.8%를 득표해 33석 중 6석을 차지했다.
2015년 9월 1일 총선에서 25.1%를 득표해 8석을 차지했다.

### 덴마크
2011년 덴마크 총선에서 페로 제도 득표율 중 21.0%를 득표해 공화당과 함께 1석씩 차지했다 (일전에는 공화당 2석). 당선자는 1539표를 득표한 시우르두르 스칼레이다.